# Лим Джонсим
Лим Джонсим (кор. 림종심, р.25 апреля 1994) — северокорейская спортсменка, борец вольного стиля, призёрка чемпионатов Азии и Азиатских игр.

## Биография
Родилась в 1994 году. В 2016 году стала серебряной призёркой чемпионата Азии. В 2018 году завоевала бронзовую медаль Азиатских игр.